# Batian
Der 5199 Meter hohe Batian ist nach dem Kibo der zweithöchste Berg Afrikas und der höchste im Hochgebirge des Mount-Kenya-Massivs. Er liegt etwa 140 Kilometer nordöstlich der kenianischen Hauptstadt Nairobi im Zentrum des Landes. Seine Dominanz beträgt 324 Kilometer, die Schartenhöhe 3825 Meter.
Die Erstbesteigung des Batian gelang am 13. September 1899 dem Briten Halford Mackinder gemeinsam mit César Ollier und Joseph Brocherel.
Wie bei fast allen der sogenannten Seven Second Summits ist auch hier die Besteigung erheblich anspruchsvoller als auf den höchsten Berg des Kontinents. Der Batian ist zwar fast 700 Meter niedriger als der Kibo und erfordert dadurch weniger Akklimatisierung an die Höhenluft. Allerdings führen auf den Kibo einfache Trekkingpfade, während die schroffe Felsspitze des Batian Kletterkenntnisse verlangt; die einfachste Route wird mit 5.6 bis 5.8 auf der Sierra-Skala bewertet, was V− bis VI− auf der UIAA-Skala entspricht.